# Chloropeta
El gènere Chloropeta (Smith, 1847) és un tàxon obsolet de moixons de la família dels acrocefàlids (Acrocephalidae) que agrupava tres espècies pròpies de l'Àfrica subsahariana que actualment són ubicades a altres gèneres:
- Chloropeta gracilirostris, actualment al gènere Calamonastides.
- Chloropeta natalensis, actualment al gènere Iduna.
- Chloropeta similis, actualment al gènere Iduna.